# Thursday (álbum)
Thursday es el título del segundo mixtape del artista canadiense The Weeknd, lanzado de manera independiente el 18 de agosto de 2011. El lanzamiento sigue al de su mixtape debut, nominado al Polaris Music Prize, House of Balloons (2011). Su música incorpora estilos de downtempo, dubstep, dream pop, hip hop, rock y reggae. Al igual que con sus trabajos anteriores, los productores discográficos canadienses Doc McKinney e Illangelo fueron los responsables de la producción de la grabación. El artista de Young Money, Drake, contribuye como vocalista invitado en la canción «The Zone».
Thursday recibió opiniones generalmente positivas de los críticos, quienes hicieron comparaciones con House of Balloons. «Rolling Stone» y «The Birds Part 1» se lanzaron como buzz singles para preceder el lanzamiento del mixtape. Thursday fue luego remasterizado y empaquetado con el álbum recopilatorio de The Weeknd, Trilogy (2012).

## Recepción

### Crítica
Thursday recibió reseñas sumamente positivas de los críticos musicales. En Metacritic, que asigna una calificación normalizada a 100 a las reseñas de las principales publicaciones, el mixtape recibió un puntaje promedio de 80, basado en 17 comentarios. Evan Rytlewski de The A.V. Club dijo: «Es un compositor raro que puede crear música que es tan repelente pero a la vez tan irresistible».

## Lista de canciones
Todas las pistas fueron producidas por Doc McKinney e Illangelo.
| N.º | Título                       | Escritor(es)                                                                              | Duración |  |
| 1.  | «Lonely Star»                | Abel Tesfaye Martin McKinney Carlo Montagnese                                             | 5:49     |  |
| 2.  | «Life of the Party»          | Tesfaye McKinney Montagnese Anthony Grier Björn Berglund Pontus Berghe Vini Reilly        | 4:57     |  |
| 3.  | «Thursday»                   | Tesfaye McKinney Montagnese                                                               | 5:19     |  |
| 4.  | «The Zone» (featuring Drake) | Aubrey Graham Tesfaye McKinney Montagnese                                                 | 6:58     |  |
| 5.  | «The Birds Part 1»           | Tesfaye McKinney Montagnese                                                               | 3:34     |  |
| 6.  | «The Birds Part 2»           | Tesfaye McKinney Montagnese Martina Topley-Bird Alex McGowen Nicholas Bird Steve Crittall | 5:50     |  |
| 7.  | «Gone»                       | Tesfaye McKinney Montagnese                                                               | 8:07     |  |
| 8.  | «Rolling Stone»              | Tesfaye McKinney Montagnese                                                               | 3:50     |  |
| 9.  | «Heaven or Las Vegas»        | Tesfaye McKinney Montagnese                                                               | 5:53     |  |

Créditos de muestras
- «Life of the Party» contiene elementos de «Drugs in My Body», interpretado por Thieves Like Us.
- «The Birds Part 2» contiene elementos de «Sandpaper Kisses», interpretado por Martina Topley-Bird.